# Britannici in Italia
I britannici in Italia sono una comunità migrante di 28.355 persone nel 2022, presenti soprattutto a Roma, Milano e in Toscana.
Essi sono costituiti da cittadini del Regno Unito, ovvero inglesi, gallesi, scozzesi e nordirlandesi.

## Demografia
Britannici in Italia